# Campionato romano 1907
Il campionato romano del 1907 fu il primo torneo calcistico aperto a tutte le società di football capitoline.
All'epoca esistevano già delle competizioni ufficiali di Terza Categoria disputate a livello regionale (nel 1907 ci furono quelli di Lombardia, Piemonte e Veneto), che a differenza di quelli di Prima e Seconda Categoria non prevedevano successivi incontri interregionali, assegnando un titolo di campione regionale.
Nel Lazio venne organizzato un torneo ufficioso a sé stante, per iniziativa della C.S. Virtus, tanto che all'interno dello stesso vennero formate due diverse categorie.

## Partecipanti

### Prima categoria
- C.S. Virtus
- Roman
- Lazio

### Seconda categoria
- Atalanta Roma
- C.S. Virtus II, ritirata
- Roman II, ritirata
- Juventus Roma
- Lazio II

## Risultati

### Prima categoria
| Squadra     | Pt | G | V | N | P | GF | GS | DR |
| ----------- | -- | - | - | - | - | -- | -- | -- |
| Lazio       | 4  | 2 | 2 | 0 | 0 | 7  | 1  | +6 |
| C.S. Virtus | 2  | 2 | 1 | 0 | 1 | 2  | 4  | -2 |
| Roman       | 0  | 2 | 0 | 0 | 2 | 2  | 6  | -4 |

| Arbitro: | Tifi (Roma) |

|   |           |   |
| ? | Marcatori | ? |

| Arbitro: | Tifi (Roma) |

|   |           |  |
| ? | Marcatori |  |

| Arbitro: | Tifi (Roma) |

|   |           |  |
| ? | Marcatori |  |

### Seconda categoria
| Squadra       | Pt | G | V | N | P | GF | GS | DR |
| ------------- | -- | - | - | - | - | -- | -- | -- |
| Juventus Roma | 5  | 3 | 1 | 1 | 1 | 2  | 1  | +1 |
| Lazio II      | 3  | 3 | 1 | 1 | 1 | 3  | 2  | +1 |
| Atalanta Roma | 0  | 2 | 0 | 0 | 2 | 0  | 2  | -2 |

| Roma 24 febbraio 1907 1ª partita    | Lazio II  | 2 – 0 | Atalanta Roma |  |
| \| \| \| \| \| ? \| Marcatori \| \| |           |       |               |  |
|                                     |           |       |               |  |
| ?                                   | Marcatori |       |               |  |

| Roma 3 marzo 1907 2ª partita | Atalanta Roma | – | Juventus Roma |  |

| Roma 3 marzo 1907 3ª partita          | Lazio II  | 1 – 1 | Juventus Roma |  |
| \| \| \| \| \| ? \| Marcatori \| ? \| |           |       |               |  |
|                                       |           |       |               |  |
| ?                                     | Marcatori | ?     |               |  |

| Roma 17 marzo 1907 Spareggio primo posto | Juventus Roma | 1 – 0 (d.t.s.) | Lazio II |  |
| \| \| \| \| \| E. Ara \| Marcatori \| \| |               |                |          |  |
|                                          |               |                |          |  |
| E. Ara                                   | Marcatori     |                |          |  |

## Squadre campioni
Lazio Campione Romano di Prima Categoria 1907
Juventus Roma Seconda categoria 1907
- Prima categoria:  Lazio (Zaccagna, D'Amico, Marrajeni, Andreoli, Novelli, Mariotti, Onori, Saraceni, Amodei, Mizzi, Ancherani)
- Seconda categoria:  Juventus Roma (Luzzatti, Grassi, Terzoli, Faccani, Bulgarelli, Bazzichelli, C. Ara, P. Scafoglio, Garofalo, E. Ara).